# Reburrus macquarti
Reburrus macquarti är en tvåvingeart som först beskrevs av Jacques-Marie-Frangile Bigot 1860.  Reburrus macquarti ingår i släktet Reburrus och familjen rovflugor. Inga underarter finns listade i Catalogue of Life.